# Тапежара (Парана)
Тапежара (порт. Tapejara)  —  муниципалитет в Бразилии, входит в штат Парана. Составная часть мезорегиона Северо-запад штата Парана. Входит в экономико-статистический  микрорегион Сианорти. Население составляет 16 062 человек на 2017 год. Занимает площадь 591,400 км². Плотность населения — 27,1 чел./км².

## Статистика
- Валовой внутренний продукт на 2003 год составляет 129 008 570,00 реалов (данные: Бразильский институт географии и статистики).
- Валовой внутренний продукт на душу населения на 2003 год составляет 9524,44 реалов (данные: Бразильский институт географии и статистики).
- Индекс развития человеческого потенциала на 2000 год составляет 0,730 (данные: Программа развития ООН).